# تپه سرتیپ‌آباد
تپه سرتیپ آباد مربوط به دوره اشکانیان است و در شهرستان کرمانشاه، بخش مرکزی، دهستان میان دربند، ۵۰۰ متری جنوب شرق روستای سرتیپ آباد واقع شده و این اثر در تاریخ ۲۵ آبان ۱۳۸۷ با شمارهٔ ثبت ۲۳۸۵۱ به‌عنوان یکی از آثار ملی ایران به ثبت رسیده است.